# Blau (manga)
Blau (藍より青し, Ai Yori Aoshi) és una sèrie manga de Kou Fumizuki, originalment publicada l'any 1998 a la revista per joves Young Animal de l'editorial Hakusensha. La sèrie manga finalitzà la seva publicació el 2005.
Blau fou editat en versió anime l'any 2002 fet que comportà també la creació de diversos videojocs per la PlayStation 2 i Windows 98. La sèrie d'anime fou completada per la segona temporada de Blau amb el nom originari d'Ai Yori Aoshi: Enishi (藍より青し ～縁～) l'any 2003. L'anime fou produït per Pioneer LDC sota la direcció de Masami Shimoda. A Catalunya, fou emès l'any 2006 pel canal K3, reemetent-se posteriorment en diverses ocasions.
El títol de la sèrie està basat en la filosofia xinesa de Xun Zi: "El blau ve de l'indi, res és més blau que l'indi" (青は藍より出でて藍より青し Ao wa ai yori idete ai yori aoshi) (青出於藍而勝於藍 Qīng chū yú lán ér shèng yú lán en xinès tradicional). La frase s'utilitza en japonès per referir-se a que tot i que la gent és ensenyada pel seu professor, la gent ha de sobrepassar al seu professor amb els seus propis esforços. El nom de la personatge principal, Aoi (葵), és pronunciat igual que ao(i), una versió d'ao, "blau". Televisió de Catalunya retransmeté la sèrie d'anime amb el nom de Blau en lloc d'Ai Yori Aoshi o el que seria la seva traducció literal "Més blau que l'indi".

## Argument
Kaoru Hanabishi, un jove estudiant universitari, és en una estació de metro de Tòquio on, de sobte, apareix l'Aoi Sakuraba. L'Aoi, a més de ser una jove encantadora, és la noia amb qui el va prometre la seva família quan eren uns nens. Però aquest detall en Kaoru el descobrirà més tard, quan l'Aoi li ensenyi la foto del noi pel qual ha decidit enganyar la família i anar a Tòquio tota sola. A partir d'aquí comença una complicada història d'amor entre aquests dos joves. Mentre que l'Aoi ho té tot molt clar i sap que en Kaoru és l'home de la seva vida, en Kaoru té un munt de dubtes i lluita per fer la seva i distanciar-se de tot el que té a veure amb la seva família i amb el món ple de tradicions absurdes en què li ha tocat viure. No obstant això, l'Aoi, a poc a poc, mirarà de demostrar-li a en Kaoru que no tot el que té a veure amb les tradicions és negatiu.

### Llista d'episodis
- 1. Vincle (縁 Enishi)
- 2. Sopar (夕餉 Yūge)
- 3. Comiat (別離 Wakare)
- 4. Amistançament (同棲 Dōsei)
- 5. Amics (朋友 Hōyū)
- 6. Feines domèstiques (家道 Kadō)
- 7. Fantasmes (幻妖 Genyō)
- 8. La mascota (愛玩 Aigan)
- 9. Una nit (一夜 Hitoyo)
- 10. Universitat (学舎 Manabiya)
- 11. La senyoreta (子女 Shijo)
- 12. El petó (接吻 Seppun)
- 13. Tanabata (星祭 Hoshimatsuri)
- 14. Cuinera (賄 Makanai)
- 15. Sentiments ocults (胸懐 Kyōkai)
- 16. Platja (渚 Nagisa)
- 17. Ones (漣 Sazanami)
- 18. Compartint jaç (同衾 Dōkin)
- 19. Dormir a la falda (膝枕 Hizamakura)
- 20. El remei (癒 Iyashi)
- 21. Grip (風気 Fūki)
- 22. Tornar a casa (帰省 Kisei)
- 23. Decisió (決意 Ketsui)
- 24. Sempre seré al teu costat (葵 Aoi)

## Enishi
Ai Yori Aoshi: Enishi (藍より青し ～縁～) és la segona temporada de l'anime Blau. Creada originàriament al Japó el 2003. Ai Yori Aoshi: Enishi comença dos anys després de l'últim episodi de la primera temporada. El transcurs dels episodis es basen principalment en la relació entre Kaoru i Aoi, els dos protagonistes.

### Llista d'episodis
(No doblats al català)
- 1. 桜春 Ōshun
- 2. 友垣 Tomogaki
- 3. 庭球 Teikyū
- 4. 怪 Mononoke
- 5. 洋琴 Yōkin
- 6. 道程 Dōtei
- 7. 避暑 Hisho
- 8. 水魚 Suigyo
- 9. 白妙 Shirotae
- 10. 湯帷子 Yukatabira
- 11. 月光 Gekkō
- 12. 絆 Kizuna

## Manga
Tot i ser molt similar a l'anime, el manga de l'obra expandeix en parts on l'anime de la sèrie no ho fa, com per exemple parla del germà petit d'en Kaoru o del passat de la Miyabi.

## Al darrere
- Director: Masami Shimoda
- Música: Toshio Masuda
- Manga: Kou Fumizuki
- Disseny dels personatges: Kazunori Iwakura
- Productora: Go Haruna (Fuji TV),

Shōichi Nakazawa (Hakusensha), Yuichi Sekido (Pioneer LDC), Yuji Matsukura (J.C. Staff)
- Lletra de la cançó d'inici: Takeshi Aida
- Efectes sonors: Takahisa Ishino